# Zwergwasserläufer
Die Zwergwasserläufer (Hebridae) sind eine weltweit verbreitete Familie der Wanzen innerhalb der Teilordnung Gerromorpha. Es sind ca. 220 Arten in 8 Gattungen bekannt. In Europa kommen 8 Arten vor. Auf Grund ihrer geringen Größe und der verborgenen Lebensweise findet man sie nur selten.

## Merkmale
Die Tiere werden 1,3 bis 3,7 Millimeter lang und zählen damit zu den kleinsten Vertretern der Gerromorpha. Sie haben Ähnlichkeit mit kleinen Bachläufern (Veliidae). Sie haben einen kräftigen, in der Regel blass braun, grau oder grün gefärbten Körper.
Ihr Körper ist mit Ausnahme des Hinterleibs und der Extremitäten von Mikro- und Makrohärchen bedeckt. Der Kopf ist deutlich über die Facettenaugen hinaus vorgezogen und trägt auffällige Loben auf der Ventralseite. Die kleinen Facettenaugen sind grob facettiert. Außerdem haben die Tiere zwei Punktaugen (Ocelli). Die meist kurzen Fühler sind viergliedrig. Da das vierte Glied jedoch bei vielen Arten mittig eingeschnürt ist, erscheint es so, als hätten sie fünf Glieder. Das dritte und vierte Glied sind schmal. Das zweite ist ungefähr gleich lang, oder kürzer als das erste. Die Bucculae sind auffällig und verdecken die ersten zwei Glieder des Labiums. Das Pronotum ist am Hinterrand eingeschnürt und hat erhöhte Humeralwinkel. Es verdeckt in der Regel das kurze, schräg liegende Schildchen (Scutellum) nicht und grenzt hinten an das dreieckige Metanotum an. Der Thorax hat auf der Unterseite ein Paar Längsrillen zwischen den Hüften (Coxen), die eine Einbuchtung formen, die die Mundwerkzeuge aufnehmen können. Die Beine sind kurz und die Einbuchtungen für die Hüften liegen weit auseinander. Die Tarsen sind zweigliedrig, wobei das zweite Segment aus dem verwachsenen zweiten und dritten der übrigen Gerromorpha besteht. Das erste Segment ist viel kürzer als das zweite. Der Prätarsus ist apikal eingelenkt, die Klauen sind sehr lang und tragen dorsal und ventral Aroliae (Haftpolster). Die Duftdrüsenöffnungen am Metathorax liegen auf der hinteren Hälfte des Metasternums und haben keinen Verdunstungsbereich. Die Vorderflügel haben eine oder zwei basale Zellen und ihnen fehlt die Aderung auf dem vom Körper abgewandten (distalen) Teil. Flügelpolymorphismus ist häufig zu beobachten. Der Hinterleib ist verhältnismäßig lang und trägt sowohl bei den Imagines, als auch bei den Nymphen Duftdrüsenöffnungen. Der Ovipositor der Weibchen ist zurückgebildet und schwach sklerotisiert. Er ist stärker tellerförmig als bei den Mesoveliidae. Auch die Genitalien der Männchen sind zurückgebildet. Bei beiden Geschlechtern liegen die Genitalien etwas vor dem Hinterleibsende.

## Vorkommen
Die Familie ist nahezu weltweit verbreitet. Ihr Hauptverbreitungsgebiet sind jedoch die Tropen Asiens. Die Wanzen leben an bewachsenen Ufern von Teichen oder ähnlichen permanenten feuchten Lebensräumen. Nicht selten befinden sie sich tief in Moospolstern oder Spalten, man findet sie aber auch an lockerer Vegetation an steilen Flussufern, auf schwimmenden Pflanzen oder in feuchtem Detritus. Es gibt Arten, die in der Auswahl ihres Lebensraums sehr spezielle Bedürfnisse haben. Die Arten der Gattungen Hebrometra und Timasius leben z. B. auf Felsen in Flüssen oder Gebirgsbächen, oder an wasserbenetzten Felsen, z. B. an solchen in der Nähe von Wasserfällen. Wenige Arten tolerieren Brack- oder sogar Salz- bzw. Meerwasser.

## Lebensweise
Die Zwergwasserläufer ernähren sich räuberisch oder von Aas. Zu ihrem Beutespektrum zählen Springschwänze und andere Gliederfüßer. Soweit bekannt, legen die Tiere ihre Eier oberflächlich auf das Substrat, wie z. B. Moose oder Algen ab, indem sie sie längs mit einer gelatinösen Substanz befestigen.

## Taxonomie und Systematik
Die Familie wurde von Reuter 1912 gemeinsam mit den Hüftwasserläufern (Mesoveliidae) zur Überfamilie Reduvioidea gestellt. Lundblad (1933) und Drake & Chapman (1958) erkannten jedoch die Verwandtschaft zu den Gerromorpha. Andersen zeigte 1982, dass die Familie anhand von Merkmalen des Kopfes, Mesoscutellums, Prätarsus und der Genitalien monophyletisch ist. Er vermutete ein Schwestergruppenverhältnis zu den Mesoveliidae.
Folgende Unterfamilien und Gattungen werden zur Familie gerechnet:
- Unterfamilie Hebrinae
  - Gattung Hebrometra (4 Arten; Äthiopien)
  - Gattung Hebrus (sehr viele Arten; weltweit)
  - Gattung Lipogomphus (4 Arten; Süd-, Mittelamerika und dem Süden der USA)
  - Gattung Merragata (mehrere Arten; weltweit)
  - Gattung Neotimasius (1 Art; Südindien)
  - Gattung Timasius (15 Arten; Sri Lanka, Indien, Taiwan, Südostasien und Java)
  - Gattung Austrohebrus (1 Art; Australien)[4]
- Unterfamilie Hyrcaninae
  - Gattung Hyrcanus (4 Arten; Orientalis)
  - Gattung Nieserius (3 Arten; Thailand, Laos, Nepal)[5]

In Europa treten folgende Arten auf; Hebrus pusillus und Hebrus ruficeps auch in Mitteleuropa.
- Hebrus eckerleini (Jordan, 1954)
- Hebrus fulvinervis Horvath, 1929
- Hebrus montanus Kolenati, 1857
- Hebrus pilipes Kanyukova, 1997
- Hebrus pusillus (Fallen, 1807)
- Hebrus franzi (Wagner, 1957)
- Hebrus ruficeps Thomson, 1871
- Merragata hebroides White, 1877

## Belege